# Кошинка
Кошинка — река во Владимирской области России, правый приток Шерны́. Исток — в лесах в 4 километрах к югу от деревни Жари Александровского района, устье — у деревни Аленино Киржачского района (бывшая деревня Никулкино). Длина — 12 км.

## Данные водного реестра
По данным государственного водного реестра России относится к Окскому бассейновому округу, водохозяйственный участок реки — Клязьма от города Ногинск до города Орехово-Зуево, речной подбассейн реки — бассейны притоков Оки от Мокши до впадения в Волгу. Речной бассейн реки — Ока.
Код объекта в государственном водном реестре — 09010300612110000031499.